# Nicholas Winterton
Nicholas Raymond Winterton, född 31 mars 1938, är en brittisk konservativ politiker. Han var parlamentsledamot för valkretsen Macclesfield från 1971 till 2010.